# Campeonato Asiático de Hockey sobre Patines de 2014
El XVI Campeonato Asiático de Hockey sobre Patines se celebró en la ciudad china de Haining entre el 24 y el 28 de septiembre de 2014 con la participación de cuatro Selecciones nacionales masculinas de hockey patines, dentro de los Campeonatos de Asia de Patinaje, junto a los respectivos campeonatos asiáticos de otras modalidades de este deporte.
En esta edición se disputó el campeonato en sus modalidades masculina y femenina, y además se reintrodujo la modalidad masculina júnior que solamente se había disputado en la VII edición.

## Equipos participantes
Participaron cuatro selecciones nacionales, tres de las que habían disputado el anterior campeonato de 2012, excepto Australia, pero regresando a la competición la selección de Japón.
| Macao (1)  |
| India (2)  |
| Taiwán (4) |
| Japón (-)  |

## Resultados
El campeonato se disputó en dos fases, la primera mediante sistema de liga a una vuelta entre todos los participantes, y la segunda mediante semifinales y finales a partido único.

### Primera fase
|        | MAC | IND  | TWN  | JPN  |
| ------ | --- | ---- | ---- | ---- |
| Macao  | –   | 12–3 | 12–2 | 8–0  |
| India  |     | –    | 16–8 | 4–4  |
| Taiwán |     |      | –    | 11–6 |
| Japón  |     |      |      | –    |

### Semifinales
| Taiwán | 12 | India | 9 |
| Macao  | 7  | Japón | 1 |
| ------ | -- | ----- | - |

### Tercer y cuarto puestos
| Japón | 5 | India | 1 |
| ----- | - | ----- | - |

### Final
| Macao | 13 | Taiwán | 3 |
| ----- | -- | ------ | - |

## Clasificación final
| 1. Macao  |
| 2. Taiwán |
| 3. Japón  |
| 4. India  |